# 白什乡
白什乡，是中华人民共和国四川省绵阳市北川羌族自治县下辖的一个乡镇级行政单位。

## 行政区划
白什乡下辖以下地区：
白什社区、白什村、河坪村、白水村、七星村、清溪村、高溪村和鱼背村。